# Niall Ó Donnghaile

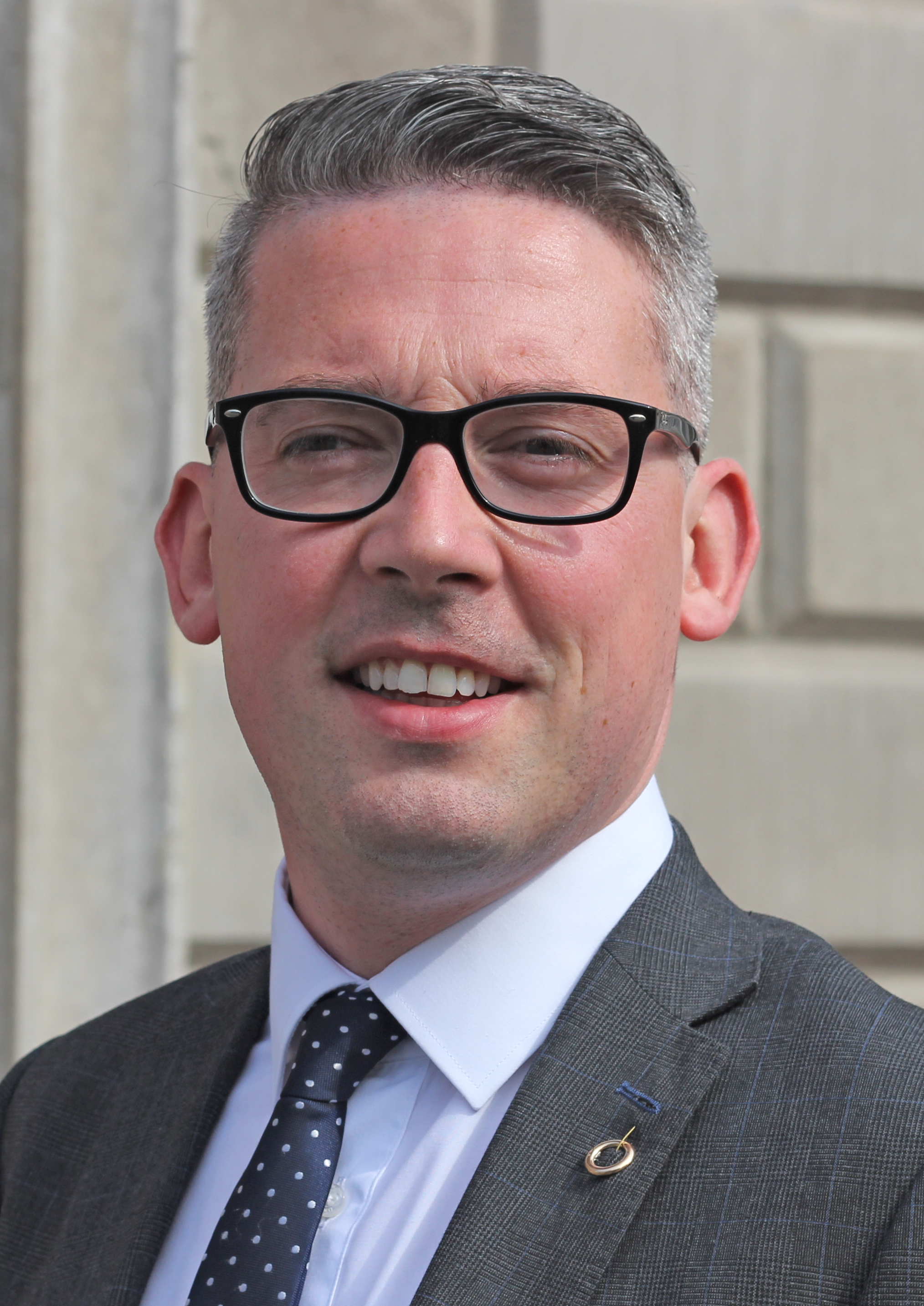

Niall Ó Donnghaile es un político irlandés de Sinn Féin, actual Alcalde de la ciudad de Belfast.
Ó Donnghaile se educó por medio del idioma irlandés y es licenciado en Ciencia Política.
Ó Donnghaile creció en el barrio Short Strand (en irlandés: an Trá Ghearr) y se convirtió, en el año 2011, en el alcalde más joven de Belfast.
- Datos: Q3778315
- Multimedia: Niall Ó Donnghaile / Q3778315